# Chrosiothes niteroi
Chrosiothes niteroi là một loài nhện trong họ Theridiidae.
Loài này thuộc chi Chrosiothes. Chrosiothes niteroi được Herbert Walter Levi miêu tả năm 1964.

## Hình ảnh